# Parèsia
Una parèsia és una pèrdua incompleta de la mobilitat d'un múscul o d'un grup de músculs, produïda generalment per una lesió o alteració patològica del còrtex cerebral motor i les seves vies piramidals eferents, de les neurones de les banyes anteriors de la medul·la espinal, dels nervis cranials o dels nervis perifèrics. A la pèrdua de mobilitat total s'anomena paràlisi.
Segons la distribució topogràfica de les paràlisis, en el tronc i extremitats, hom distingeix la tetraparèsia, l'hemiparèsia, la paraparèsia i la monoparèsia.